# 夢醒之後
《梦醒之后》（日语：夢みたあとで）为GARNET CROW的第十张单曲。

## 概要
此曲于2002年3月13日发售。作詞AZUKI七、作曲中村由利、编曲古井弘人。《梦醒之后-Gomi's Lair Remix-》混音为DJ GOMI。
继《Mysterious Eyes》《夏之幻》之后，再次为《名侦探柯南》演唱歌曲。首次进入公信榜前10位。发售枚数打到10万枚以上，是GARNET CROW最大的销售枚数。
此曲为中村由利首次创作的歌曲。此曲在2001年4月に作为第七张单曲被讨论其发售日期，在同年3月发售中止（却而代之，作为第七张单曲，《Last love song》于5月9日发售）。在此之前，好像被讨论单曲化，不过发表其全部都是虚假，直到2002年3月13日的发售日为止才成真。
在2002年3月12日的日本电视台『AX MUSIC FACTORY』中、于3月15日在全国节目朝日电视台《Music Station》中出席演出。这是GARNET CROW第一次上电视节目。
在三首歌曲中，由DJ GOMI混音的版本，歌曲在最后歌词和原曲有区别。

## 收录曲
1. 夢みたあとで
  - 读卖电视台・日本电视台全国网动画《名侦探柯南》片尾曲。
2. 幸福なペット
3. 夢みたあとで-Gomi's Lair Remix-
4. 夢みたあとで-Instrumental-

## 收录专辑
- SPARKLE 〜筋書き通りのスカイブルー〜（#1）
- GIZA studio Masterpiece BLEND 2002（#1）
- THE BEST OF DETECTIVE CONAN 2 〜名探偵コナン テーマ曲集2〜（#1）
- Best（#1）
- GIZA studio 10th Anniversary Masterpiece BLEND 〜LOVE Side〜（#1）
- BEST HIT BEING（#1）
- THE BEST History of GARNET CROW at the crest...（#1）
- All Lovers（#2）
- GIZA studio presents -Girls-（#1）

| 动画《名侦探柯南》片尾曲 2002年1月28日 - 2002年7月22日 |                          |                           |
| 前作: 上原杏美 《在这湛蓝的地球上》                    | GARNET CROW 《梦醒之后》 | 次作: 上原あずみ 《無色》 |